# Hector Monsegur
Hector Xavier Monsegur (conosciuto online con il nickname Sabu; 1983) è un hacker statunitense di origini portoricane, co-fondatore ed ex-membro del gruppo hacker LulzSec. Monsegur è stato un informatore dell'FBI, e ha portato all'arresto diversi esponenti del gruppo LulzSec.

## Biografia
Monsegur è nato nel 1983. Suo padre, che si chiamava a sua volta Hector, è stato arrestato nel 1997 con sua zia per spaccio di eroina. Da quel giorno il piccolo Hector è andato a vivere con sua nonna, Irma, in un appartamento a Lower East Side. Monsegur ha frequentato la Washington Hirving High School, abbandonando però gli studi nel 2001 dopo un diverbio con la presidenza.
Inizia la sua carriera di hacktivist a 16 anni, dopo che un portoricano venne ucciso accidentalmente a seguito di un bombardamento aereo da parte dei marines nei pressi dell'Isola di Vieques. Monsegur è entrato a far parte del gruppo Anonymous nel 2010, subito dopo l'arresto di Julian Assange. In un'intervista ha dichiarato di essere entrato a far parte di Anonymous perché "è un movimento senza leader, antiautoritario e che ha preso parte a diverse lotte politiche".

### Nascita di LulzSec
Nel 2010 è stato tra i fondatori del gruppo di hacker LulzSec.